# Lincoln County Regulators
Ne doit pas être confondu avec Les Régulateurs.
Les Régulateurs du comté de Lincoln (Lincoln County Regulators, aussi The Regulators), sont une petite troupe (posse) supplétive de l'Ouest américain qui combattait lors de la guerre du comté de Lincoln (1878), dans le Territoire du Nouveau-Mexique.
Le membre le plus célèbre des régulateurs est le pistolero Billy the Kid.